# 于敏 (电影家)
于敏（1914年—2014年10月13日），原名于民，男，山东潍县人，中国电影家、作家、文艺理论家。2005年被国家广电总局授予“优秀电影艺术家”称号。2013年获中国电影金鸡奖终身成就奖。

## 生平
1948年完成自己的首部电影文学剧本《桥》。
1978年，于敏担任中国电影家协会书记处书记和《电影艺术》主编。
1980年代创立并参与中国电影金鸡奖评选。
2013年，于敏与刘学尧共同获得第29届中国电影金鸡奖终身成就奖。